# Старки (род)
Старки — один из великих домов Вестероса в книгах Джорджа Мартина и их экранизациях. Правят Севером из своей резиденции в Винтерфелле, традиционно отличаются прямодушием и честностью, из-за которых оказываются в крайне невыгодном положении в ходе борьбы за власть. На гербе Старков изображён лютоволк, их девиз — «Зима близко». Историческим прототипом Старков отчасти является английская королевская династия Йорков.

## История династии
Согласно Мартину, Старки были потомками Первых Людей. Их легендарный прародитель Брандон Строитель жил примерно за восемь тысяч лет до действия основной части «Песни льда и огня». Всё это время Старки правили Севером и носили титул Королей Зимы. Рикард Старк подчинил населённые болотными жителями земли Перешейка. Его потомок Торрхен Старк без боя подчинился лорду Драконьего Камня Эйегону I Таргариену и отказался от королевского титула, став верховным лордом-хранителем Севера. Мартин описывает владения Старков с центром в замке Винтерфелл как очень обширные, но редко заселённые из-за сурового климата (считается, что в одной только Королевской гавани население больше, чем на всём Севере). Тем не менее у Старков было много вассалов (это Амберы, Болтоны, Карстарки, Мормонты, Хорнвуды и другие семейства), и в случае войны они выставляли сильную армию. На гербе Старков изображён лютоволк, а их девиз — «Зима близко».
При короле Джейехейрисе I лорд Аларик Старк отдал во владение Ночному Дозору земли Нового Дара. Во время Пляски Драконов лорд Криган Старк поддержал принцессу Рейениру и в качестве десницы короля судил причастных к убийству Эйегона II лордов. Позже Старкам пришлось в союзе с Ланнистерами отражать набеги правителя Железных Островов Дагона Грейджоя.
Старки сыграли важную роль в свержении Таргариенов. Когда наследный принц Рейегар Таргариен похитил дочь лорда Рикарда Старка Лианну, тот потребовал от короля Эйериса II справедливости, но был жестоко убит вместе со своим старшим сыном Брандоном. В ответ на это сын Рикарда Эддард Старк и жених Лианны Роберт Баратеон, лорд Штормового Предела, подняли восстание. Они получили поддержку великих домов Талли и Арренов и одержали победу, после чего Роберт стал королём. Впоследствии Эддард Старк оказал помощь Роберту Баратеону в подавлении бунта правителя Железных Островов Бейлона Грейджоя и взял в качестве заложника его сына Теона. После смерти лорда Орлиного Гнезда Джона Аррена Эддард занял пост королевского десницы. Его дочь Санса должна была стать женой наследника Железного трона Джоффри, но Эддард выяснил, что все трое детей Роберта — бастарды, рождённые королевой Серсеей от своего брата Джейме Ланнистера. Вскоре король погиб на охоте на вепря в Королевском лесу, Джоффри стал королём, а Эддарда обезглавили как изменника.
Старший сын Эддарда Робб Старк поднял мятеж, был провозглашён Королём Севера и получил поддержку лордов Речных земель. Вместе с матерью он погиб на Красной Свадьбе в родовом замке Фреев. Его младшие братья Бран и Рикон к концу пятого романа Джорджа Мартина тоже считаются погибшими, хотя в действительности они живы и находятся в Застенье. Санса Старк долго была заложницей у Джоффри Баратеона, но после его гибели смогла бежать в Долину Аррен. Бастард Русе Болтона Рамси Сноу женился на Джейни Пуль, которую выдали за Арью Старк, и таким образом обеспечил за собой права на Винтерфелл. В сериале «Игра престолов» Рамси погиб после Битвы бастардов, Санса стала королевой Севера, а Бран занял Железный Трон.

## Оценки
Некоторые представители дома Старков вошли в число наиболее популярных героев книг Джорджа Мартина, а потом и сериала «Игра престолов». Это, в частности, Эддард (первый, но далеко не последний из центральных персонажей саги, «убитых» Мартином) и Робб, убийство которого на «Красной свадьбе» стало настоящим шоком для зрителей. Девиз семьи, «Зима близко», стал крылатым выражением. Одним из предполагаемых исторических прототипов Старков являются Йорки — ветвь Плантагенетов, боровшаяся с Ланкастерами в ходе войн Алой и Белой розы.
Bloomberg, опубликовавший рейтинг домов Вестероса по финансовому признаку, поставил Старков на четвёртое место: составители рейтинга сочли ценным активом обширные владения лордов Севера.
Рецензенты сериала отмечают уникальность идентичности Старков как «хранителей Севера, соседствующего с опасным миром одичалых и белых ходоков, напоминающих о том, что как бы ни было прекрасно лето, зима вернётся». Одной из ключевых ценностей для Старков является семья, и в этом смысли к ним близки Талли.